# Vittorio Missoni
Vittorio Missoni (Milano, 25 aprile 1954 – Los Roques, 4 gennaio 2013) è stato uno stilista e dirigente d'azienda italiano, amministratore delegato dal 1996 al 2013 dell'azienda fondata nel 1953 dai genitori, la casa di moda Missoni.
Figlio dello stilista Ottavio e di Rosita Jelmini, nel 1996 acquisì la guida della società Missoni lasciata dai genitori ai tre figli.
Il 4 gennaio 2013 un piccolo aeroplano privato, un vecchio Britten-Norman Islander YV-2615 scomparve nelle acque antistanti le coste del Venezuela con a bordo Vittorio, la moglie Maurizia Castiglioni, due amici della coppia, Elda Scalvenzi e il marito Guido Foresti, e il pilota venezuelano.
Il 27 giugno 2013 il relitto dell'aereo fu trovato nelle acque dell'arcipelago di Los Roques, poco distante da dove era partito, con a bordo i resti di tutti i dispersi.